# Astrosmash
Astrosmash è un videogioco di genere sparatutto per Intellivision, scritto da John Sohl e pubblicato dalla Mattel nell'anno 1981. In questo gioco il giocatore controlla un cannone laser che con i suoi colpi protegge la terra dalla caduta di asteroidi e di altri oggetti. Come in molti altri giochi sparatutto dell'epoca, occorre sparare a tutti gli oggetti (asteroidi, missili e rocce) che scendono dal cielo.
Il gioco ha venduto circa un milione di copie e nel 1982 ne sono state pubblicate versioni per Mattel Aquarius e Atari 2600 (quest'ultima con il titolo di Astroblast). Nel 2023, BBG Entertainment ha acquisito tutti i diritti di Astrosmash e ha rilasciato versioni per Mac, PlayStation 4, PlayStation 5, Steam, Switch, Windows e Xbox nel 2023 e nel 2024.

## Modalità di gioco
Astrosmash è un gioco simile a Space Invaders: il giocatore controlla un cannone che può muoversi solamente in orizzontale, e con questo deve distruggere delle meteoriti e altri oggetti che cadono dal cielo. Fu il primo titolo a introdurre un nuovo concetto: molti giochi diventano sempre più difficili col progredire degli schemi, e anche in Astrosmash la velocità aumenta man mano che si procede, ma in Astrosmash, quando si perde una vita (cosa che avviene quando un oggetto che cade colpisce il giocatore), il gioco ritorna ad una velocità più bassa. La partita, così, non risulta mai né troppo facile né troppo difficile, ed è coinvolgente sia per il giocatore esperto che per il neofita. Il concetto fu ripreso in séguito dalla SEGA, con lievi modifiche, in molti titoli per Megadrive ("Dynamic Play Adjustment").

## Storia
I detrattori dell'Intellivision insistevano sul punto che la macchina non era in grado di far girare decentemente i giochi di azione: Astrosmash provò che avevano torto. Questo popolare sparatutto spaziale fu concepito quando un altro gioco chiamato Meteor! (clone di Asteroids) non fu sufficiente a riempire la memoria di un'intera cartuccia. Lo spazio extra fu usato per creare una variante del gioco, dandogli il nome di Avalanche!. All'ultimo minuto i legali della Mattel fecero annullare la produzione di Meteor!, in quanto il titolo era troppo simile ad Asteroids e la società non intendeva incorrere in azioni legali da parte dell'Atari.
Al programmatore John Sohl non rimase che tagliar fuori Meteor!, introducendo un collegamento diretto fra la schermata d'apertura e il sottogioco Avalanche! (il codice di Meteor! fu lasciato per evitare di provocare bug, visto che i due giochi condividevano gli stessi sprite e lo stesso sonoro): il gioco fu messo in vendita col nome Astrosmash e vendette oltre un milione di copie, per poi rimpiazzare Las Vegas Poker & Blackjack come gioco abbinato alla confezione dell'unità base stessa.

## Tornei
Nel 1982, la Mattel tenne la gara "$100,000 Astrosmash Shootoff." L'idea derivava dagli "Intellivision VideoChallenge Tournaments", tenuti nel 1981 a Washington, Baltimora, New York, Philadelphia, Chicago e Los Angeles. Poiché il ritorno pubblicitario di questi tornei locali fu molto buono, il settore marketing della Mattel decise di estendere la competizione a livello nazionale. Da marzo ad agosto, i possessori di Intellivision furono invitati ad inviare fotografie dei loro record di Astrosmash. Nelle intenzioni della società, coloro che avrebbero inviato i 16 migliori punteggi di altrettante zone sarebbero volati a Houston per contendersi 8 premi in denaro. Più di 13.000 persone parteciparono alla competizione e ben presto la Mattel si rese conto che questo era un bel problema. Prima di tutto a causa di un bug nel punteggio che mostrava caratteri ASCII apparentemente casuali al posto delle cifre, i punteggi dovevano essere trasformati in numeri con l'aiuto di una tabella. Inoltre, nessuno del marketing aveva pensato al fatto che Astrosmash, come molti altri titoli Intellivision, poteva essere giocato a velocità (e quindi difficoltà) minori, semplicemente selezionando i tasti 1, 2 o 3 all'avvio anziché premere il disco. Non c'era modo di distinguere fra coloro che avevano ottenuto un punteggio in maniera regolare e quelli che avevano giocato a livelli più facili.
Si racconta che alcuni partecipanti abbiano giocato per giorni alla velocità più bassa, mettendo in pausa il gioco (con 1 e 9 simultaneamente) per dormire o andare a scuola. 
Così per rendere un po' più credibile la competizione, la Mattel Electronics invitò a Houston 73 concorrenti, pagando loro le spese dell'intero week-end. I giocatori si sfidarono con partite dalla durata massima di 1 ora e il vincitore si aggiudicò 25.000 dollari.

## Curiosità
Ad Astrosmash è dedicata una poesia del poeta italiano Edoardo Sanguineti.